# Adam Ferrara
Adam Ferrara est un acteur et humoriste américain né le 2 février 1966 à Huntington, dans le Queens.
Il a notamment joué le rôle du chef Nelson dans la série Rescue Me : Les Héros du 11 septembre.
Il coprésente Top Gear USA avec Tanner Foust et Rutledge Wood et tient le rôle de Franck Verelli face à Edie Falco dans la série Nurse Jackie.

## Biographie

### Carrière
Ferrara grandit dans la ville d'Huntington (New York) dans une famille italo-américaine.

### Vie privée
Il est marié à l'actrice Alex Tyler. Il a participé au Comedy Central Presents et a été nommé deux fois aux American Comedy Awards au titre du meilleur stand-up masculin.

## Filmographie
- 1993 : Flying Blind : Gerald (1 épisode)
- 1996–1998 : Caroline in the City : Pete Spadaro (3 épisodes)
- 1997 : Social Studies : Dan Rossini (2 épisodes)
- 1999 : The Love Boat: The Next Wave : Stan (1 épisode)
- 2001–2002 : The Job : Tommy Manetti (19 épisodes)
- 2003 : Ash Tuesday : Greg
- 2003 : New York, police judiciaire : Monty Bender (1 épisode)
- 2004 : Noise : Jeune détective
- 2004–2007 : The King of Queens  Various characters (3 épisodes)
- 2006 : The Last Request : Cousin Frank
- 2006 : A Merry Little Christmas : Donnie Manning (Téléfilm)
- 2006–2011 : Rescue Me : Les Héros du 11 septembre : Chef Nelson (50 épisodes)
- 2008 : Definitely, Maybe : Gareth
- 2009 : Paul Blart: Mall Cop : Sergent Howard
- 2009 : Winter of Frozen Dreams : Burr
- 2009 : The Unusuals : Vice Detective #2 (Épisode pilote)
- 2009 : Around The Block : Sean
- 2009 : Ugly Betty : Sammy (1 épisode)
- 2009 : The Pack : Cassidy
- 2010 : Dennis Leary & Friends Presents: Douchebags & Donuts : Lui-même
- 2010- : Top Gear USA : Présentateur
- 2011 : National Lampoon's Dirty Movie : Dr. Feelgood
- 2013 : Nurse Jackie : Frank Verelli (8 épisodes)
- 2017 : Esprits criminels : Bob Hammond (saison 12, épisode 18)
- 2018 : The Good Fight : Agent de police (saison 2 - Episode 5 )
- 2019 : Why Women Kill : Leo Mosconi
- 2020 : NCIS : Enquêtes spéciales : Sammy Craig (saison 18, épisode 9)
- 2025 : Nonnas de Stephen Chbosky : Arthur Romano